# Huayllapa
Huayllapa es un caserío peruano ubicado en el distrito de Copa, perteneciente a la provincia de Cajatambo del departamento de Lima, al centro oeste del Perú. 

## Ubicación
Huayllapa se ubica al norte de la provincia de Cajatambo, en el distrito de Copa, en el departamento de Lima.

## Demografía
En 2017 Huayllapa tenía una población de 372 habitantes.
| Gráfica de evolución demográfica de Huayllapa entre 1993 y 2017 |
|                                                                 |
| Fuentes: Población 1993 y 2017                                  |